# ساناز سماواتی
ساناز سماواتی (زاده ۸ فروردین ۱۳۵۰ در تهران)، هنرپیشه سینما و تلویزیون است.

## زندگی‌نامه
ساناز سماواتی، دانش‌آموخته رشته مترجمی زبان انگلیسی از دانشگاه آزاد اسلامی در سال ۱۳۷۵ است. او یک دوره بازیگری را در کلاس‌های آزاد گذراند. بازی در سینما را از سال ۱۳۷۳ با فیلم حامی به کارگردانی قدرت‌الله صلح‌میرزایی آغاز کرد.
ساناز سماواتی بین سال‌های ۱۳۷۹ تا ۱۳۸۹ در سوئد زندگی می‌کرد. او در این مدت، یک تئاتر را در این کشور، کارگردانی کرد.

## فیلم‌شناسی

### سینما
- حامی (۱۳۷۳)
- هدف (۱۳۷۳)
- زن امروز (۱۳۷۵)
- متهم (۱۳۷۵)
- کلید ازدواج (۱۳۷۶)
- فراسوی شک (۱۳۷۷)
- جوانی (۱۳۷۷)
- بی‌دل (۱۳۸۹)
- کباب غاز (۱۳۹۰)
- منشی مخصوص من (۱۳۹۳) - (توقیف شده.)
- اینجا کجاست؟! (۱۳۹۶)

### تلویزیون
| سال  | مجموعه تلویزیونی           | کارگردان                     | شبکه                           |
| ۱۳۷۴ | لحظه‌های آشنا               | مجتبی یاسینی                 | شبکه ۱ - پخش در ماه رمضان      |
| ۱۳۷۴ | پس از آن روز               | مجتبی یاسینی                 | شبکه یک                        |
| ۱۳۷۴ | داستان یک زندگی            | کامبیز دری                   | شبکه ۱                         |
| ۱۳۷۵ | روزهای پرماجرا             | مجتبی یاسینی                 | شبکه ۱ - پخش در ماه رمضان      |
| ۱۳۷۵ | همتاسه                     | کامبیز دری                   | شبکه ۱                         |
| ۱۳۷۵ | ضیافت                      | حسین فرخی                    | شبکه ۱                         |
| ۱۳۷۶ | شن های کف رودخانه          | یوسف سید مهدوی               | شبکه ۳                         |
| ۱۳۷۷ | محاکمه                     | حسن هدایت                    | شبکه ۱                         |
| ۱۳۷۷ | راز یک خزان                | فرامرز باصری                 | شبکه ۱                         |
| ۱۳۷۷ | تولدی دیگر                 | داریوش فرهنگ                 | شبکه تهران                     |
| ۱۳۷۸ | پشت دریاها(جنگلبانان کوچک) | حسین سهیلی زاده              | شبکه ۱                         |
| ۱۳۷۸ | دو پنجره                   | جواد ارشاد                   |                                |
| ۱۳۷۹ | مسافر                      | سیروس مقدم                   | شبکه تهران                     |
| ۱۳۷۹ | نود شب                     | مهران مدیری                  | شبکه ۳                         |
| ۱۳۸۰ | دردسرهای طلایی             | شاپور قریب                   | شبکه ۱                         |
| ۱۳۸۱ | زیر آسمان شهر(سری سوم)     | مهران غفوریان                | شبکه ۳                         |
| ۱۳۸۱ | شبکه                       | محمود عزیزی                  | شبکه ۲                         |
| ۱۳۸۲ | نقطه چین                   | مهران مدیری                  | شبکه ۳                         |
| ۱۳۸۲ | کمی اون ورتر               | مسعود فروتن                  | ساخت این سریال ناتمام ماند     |
| ۱۳۸۳ | شبکه سه و نیم              | داریوش کاردان                | شبکه ۳                         |
| ۱۳۸۵ | طبقه دوم                   | شاهین باباپور                | شبکه تهران                     |
| ۱۳۸۶ | پاتوق                      | شاهین باباپور                | شبکه یک                        |
| ۱۳۸۷ | امین و مینا                | هنگامه مفید                  | شبکه قرآن - پخش در نوروز ۸۸    |
| ۱۳۹۶ | محکومین                    | حسین قناعتسید جمال سید حاتمی | شبکه ۱                         |
| ۱۳۹۶ | هیچ کاره                   | میلاد بنی طباء               | شبکه اصفهان- پخش در نوروز ۱۳۹۷ |
| ۱۳۹۷ | خانه مادری                 | امین امانی                   | شبکه امید                      |
| ۱۳۹۷ | شش قهرمان و نصفی           | حسین قناعت                   | شبکه تهران(۵)                  |
| ۱۳۹۷ | زندگی شگفت انگیز است       | مجتبی چراغعلی                | شبکه ۲                         |
| ۱۳۹۷ | محرمانه                    | مسلم تهرانی                  | شبکه ۳                         |
| ۱۳۹۸ | وارش                       | احمد کاوری                   | شبکه ۳                         |
| ١٣٩٩ | بوم و بانو                 | سعید سلطانی                  | شبکه ٢ - پخش در محرم ۱۳٩٩      |
| ١۴٠٠ | بوتیمار                    | علیرضا نجف زاده              | شبکه ٣                         |
| ۱۴۰۰ | روزهای آبی                 | محمدرضا حاجی غلامی           | شبکه ۵                         |
| ١۴٠١ | خوشنام                     | علیرضا نجف زاده              | شبکه ١                         |
| ۱۴۰۲ | نون خ ۵                    | سعید آقاخانی                 | شبکه‌ ۱                         |
| ۱۴۰۳ | با عرض معذرت               | محمدرضا حاجی‌غلامی            | شبکه نسیم                      |